# 조선의 품계
조선의 품계는 한반도의 왕조인 조선 신하들의 계급 품계를 작성한 문서이다. 조선시대에는 6품관 이상만 각 품계마다 상하계를 두어 총 18품 30계였다.
아래 품계 가운데 당상관 정2품 이상은 대감이라고 부르고 정3품과 종2품은 영감이라고 부른다. 나머지는 모두 나리라고 부른다.
정1품부터 종4품까지는 대부, 장군이라 칭하였다. 이들은 왕의 교지로 임면(任免)되고, 서경이 면제되었으며, 흔히 고급 관료로 구분되었다. 정5품부터 종9품까지는 사, 또는 랑, 위라 칭하였으며, 이들은 예조의 교첩으로 임면되고, 서경이 필요하였으며, 하급 관료로 구분되었다. 이와는 별도로 정1품부터 정3품 통정대부, 절충장군까지는 당상(堂上)에 있는 교의(交椅)에 앉을 수 있는 당상관이라 하였고, 정3품 통훈대부, 어모장군부터 종9품까지는 당하관이라 하였다. 당하관 중에서 매일 아침 국왕을 배알하던 약식(略式) 조회(朝會)인 상참(上參)에 참여할 수 있는 정3품부터 종6품까지는 참상관, 상참에 참여할 수 없는 정7품부터 종9품까지는 참하관이라 하였다. 참상관부터 수령직에 임명할 수 있었다.

## 품계
| 구분   | 구분   | 품계  | 상하품 | 종친                | 의빈                | 양반                                | 양반                | 잡직            | 잡직                | 토관            | 토관                |
| 구분   | 구분   | 품계  | 상하품 | 종친                | 의빈                | 문관                                | 무관                | 문관            | 무관                | 문관            | 무관                |
| 당상관 | 당상관 | 정1품 | 상     | 현록대부 (顯祿大夫) | 수록대부 (綏祿大夫) | 대광보국숭록대부 (大匡輔國崇祿大夫) |                     |                 |                     |                 |                     |
| 당상관 | 당상관 | 정1품 | 하     | 흥록대부 (興祿大夫) | 성록대부 (成祿大夫) | 보국숭록대부 (輔國崇祿大夫)         |                     |                 |                     |                 |                     |
| 당상관 | 당상관 | 종1품 | 상     | 소덕대부 (昭德大夫) | 광덕대부 (光德大夫) | 숭록대부 (崇祿大夫)                 |                     |                 |                     |                 |                     |
| 당상관 | 당상관 | 종1품 | 하     | 가덕대부 (嘉德大夫) | 숭덕대부 (崇德大夫) | 숭정대부 (崇政大夫)                 |                     |                 |                     |                 |                     |
| 당상관 | 당상관 | 정2품 | 상     | 숭헌대부 (崇憲大夫) | 봉헌대부 (奉憲大夫) | 정헌대부 (正憲大夫)                 |                     |                 |                     |                 |                     |
| 당상관 | 당상관 | 정2품 | 하     | 승헌대부 (承憲大夫) | 통헌대부 (通憲大夫) | 자헌대부 (資憲大夫)                 |                     |                 |                     |                 |                     |
| 당상관 | 당상관 | 종2품 | 상     | 중의대부 (中義大夫) | 자의대부 (資義大夫) | 가정대부 (嘉靖大夫)                 |                     |                 |                     |                 |                     |
| 당상관 | 당상관 | 종2품 | 하     | 정의대부 (正義大夫) | 순의대부 (順義大夫) | 가선대부 (嘉善大夫)                 |                     |                 |                     |                 |                     |
| 당상관 | 당상관 | 정3품 | 상     | 명선대부 (明善大夫) | 봉순대부 (奉順大夫) | 통정대부 (通政大夫)                 | 절충장군 (折衝將軍) |                 |                     |                 |                     |
| 당하관 | 참상관 | 정3품 | 하     | 창선대부 (彰善大夫) | 정순대부 (正順大夫) | 통훈대부 (通訓大夫)                 | 어모장군 (禦侮將軍) |                 |                     |                 |                     |
| 당하관 | 참상관 | 종3품 | 상     | 보신대부 (保信大夫) | 명신대부 (明信大夫) | 중직대부 (中直大夫)                 | 건공장군 (建功將軍) |                 |                     |                 |                     |
| 당하관 | 참상관 | 종3품 | 하     | 자신대부 (資信大夫) | 돈신대부 (敦信大夫) | 중훈대부 (中訓大夫)                 | 보공장군 (保功將軍) |                 |                     |                 |                     |
| 당하관 | 참상관 | 정4품 | 상     | 선휘대부 (宣徽大夫) |                     | 봉정대부 (奉政大夫)                 | 진위장군 (振威將軍) |                 |                     |                 |                     |
| 당하관 | 참상관 | 정4품 | 하     | 광휘대부 (廣徽大夫) |                     | 봉렬대부 (奉烈大夫)                 | 소위장군 (昭威將軍) |                 |                     |                 |                     |
| 당하관 | 참상관 | 종4품 | 상     | 봉성대부 (奉成大夫) |                     | 조산대부 (朝散大夫)                 | 정략장군 (定略將軍) |                 |                     |                 |                     |
| 당하관 | 참상관 | 종4품 | 하     | 광성대부 (光成大夫) |                     | 조봉대부 (朝奉大夫)                 | 선략장군 (宣略將軍) |                 |                     |                 |                     |
| 당하관 | 참상관 | 정5품 | 상     | 통직랑 (通直郞)     |                     | 통덕랑 (通德郞)                     | 과의교위 (果毅校尉) |                 |                     | 통의랑 (通議郞) | 건충대위 (健忠隊尉) |
| 당하관 | 참상관 | 정5품 | 하     | 병직랑 (秉直郞)     |                     | 통선랑 (通善郞)                     | 충의교위 (忠毅校尉) |                 |                     | 통의랑 (通議郞) | 건충대위 (健忠隊尉) |
| 당하관 | 참상관 | 종5품 | 상     | 근절랑 (謹節郞)     |                     | 봉직랑 (奉直郞)                     | 현신교위 (顯信校尉) |                 |                     | 봉의랑 (奉議郞) | 여충대위 (勵忠隊尉) |
| 당하관 | 참상관 | 종5품 | 하     | 신절랑 (愼節郞)     |                     | 봉훈랑 (奉訓郞)                     | 창신교위 (彰信校尉) |                 |                     | 봉의랑 (奉議郞) | 여충대위 (勵忠隊尉) |
| 당하관 | 참상관 | 정6품 | 상     | 집순랑 (執順郞)     |                     | 승의랑 (承議郞)                     | 돈용교위 (敦勇校尉) | 공직랑 (供職郞) | 봉임교위 (奉任校尉) | 선직랑 (宣職郞) | 건신대위 (健信隊尉) |
| 당하관 | 참상관 | 정6품 | 하     | 종순랑 (從順郞)     |                     | 승훈랑 (承訓郞)                     | 진용교위 (進勇校尉) | 여직랑 (勵職郞) | 수임교위 (修任校尉) | 선직랑 (宣職郞) | 건신대위 (健信隊尉) |
| 당하관 | 참상관 | 종6품 | 상     |                     |                     | 선교랑 (宣敎郞)                     | 여절교위 (勵節校尉) | 근임랑 (勤任郞) | 현공교위 (顯功校尉) | 봉직랑 (奉職郞) | 여신대위 (勵信隊尉) |
| 당하관 | 참상관 | 종6품 | 하     |                     |                     | 선무랑 (宣務郞)                     | 병절교위 (秉節校尉) | 효임랑 (效任郞) | 적공교위 (迪功校尉) | 봉직랑 (奉職郞) | 여신대위 (勵信隊尉) |
| 당하관 | 참하관 | 정7품 | 정7품  |                     |                     | 무공랑 (務功郞)                     | 적순부위 (迪順副尉) | 봉무랑 (奉務郞) | 등용부위 (騰勇副尉) | 희공랑 (熙功郞) | 돈의도위 (敦義都尉) |
| 당하관 | 참하관 | 종7품 | 종7품  |                     |                     | 계공랑 (啓功郞)                     | 분순부위 (奮順副尉) | 승무랑 (承務郞) | 선용부위 (宣勇副尉) | 주공랑 (注功郞) | 수의도위 (守義都尉) |
| 당하관 | 참하관 | 정8품 | 정8품  |                     |                     | 통사랑 (通仕郞)                     | 승의부위 (承義副尉) | 면공랑 (勉功郞) | 맹건부위 (猛健副尉) | 공무랑 (供務郞) | 분용도위 (奮勇都尉) |
| 당하관 | 참하관 | 종8품 | 종8품  |                     |                     | 승사랑 (承仕郞)                     | 수의부위 (修義副尉) | 부공랑 (赴功郞) | 장건부위 (壯健副尉) | 직무랑 (直務郞) | 효용도위 (效勇都尉) |
| 당하관 | 참하관 | 정9품 | 정9품  |                     |                     | 종사랑 (從仕郞)                     | 효력부위 (效力副尉) | 복근랑 (服勤郞) | 치력부위 (致力副尉) | 계사랑 (啓仕郞) | 여력도위 (勵力都尉) |
| 당하관 | 참하관 | 종9품 | 종9품  |                     |                     | 장사랑 (將仕郞)                     | 전력부위 (展力副尉) | 전근랑 (展勤郞) | 근력부위 (勤力副尉) | 시사랑 (試仕郞) | 탄력도위 (彈力都尉) |

## 무정품
무정품(無定品)은 품계를 정하지 아니한다는 뜻이다. 무정품은 선전관 등 여러 관직에서 보이는데, 관직에 대응되는 관계(官階)를 가진 사람이 적어서 부족했기에 어쩔 수 없이 합당한 자리를 수여하기 위하여 마련한 제도였다.

## 같이 보기
- 조선
- 품계
- 당상관 / 당하관